# Hueso cuadratoyugal

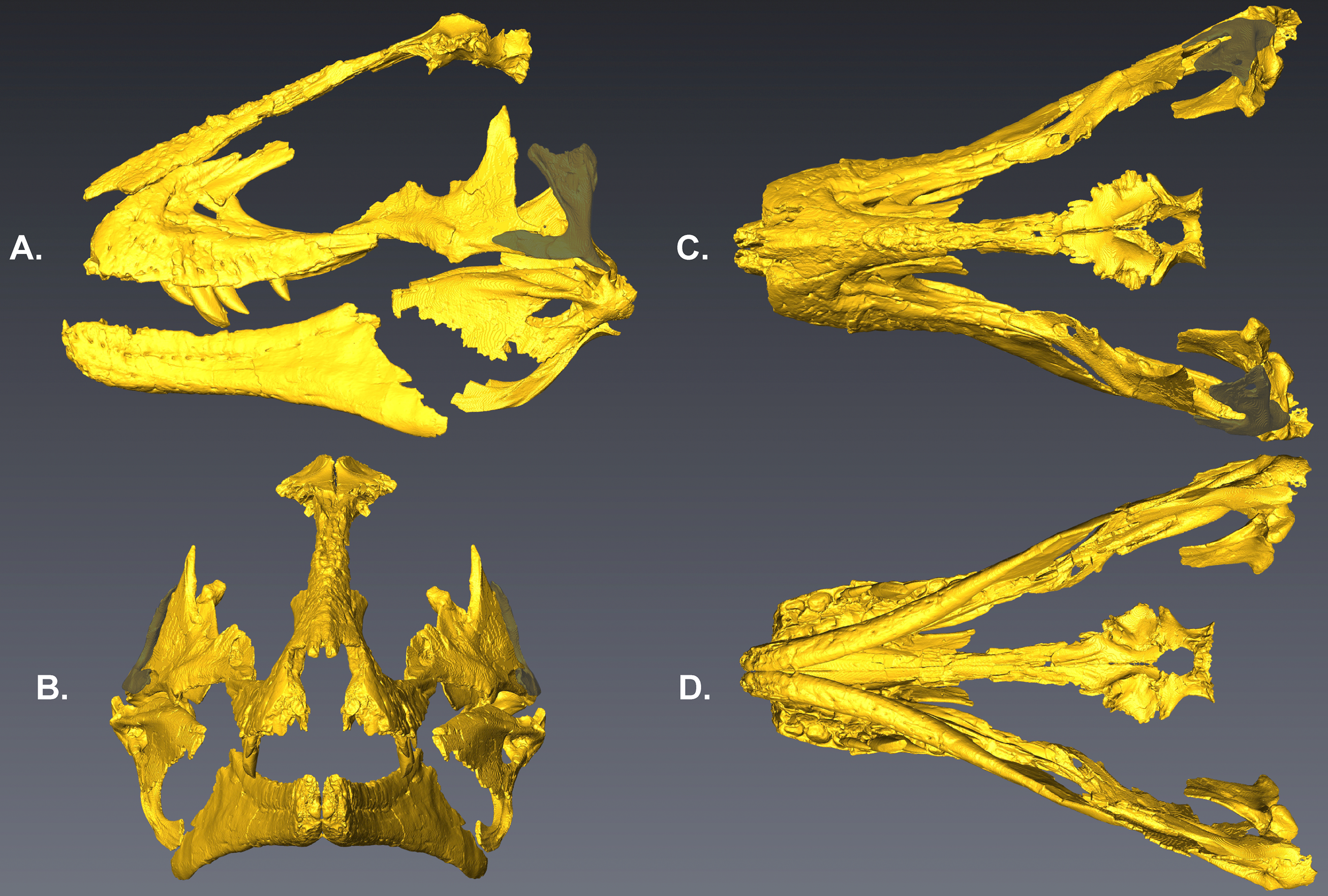
Hueso cuadratoyugal, en gris

El hueso cuadratoyugal es un pequeño hueso de la mandíbula,  presente en la mayoría de los anfibios, reptiles y aves, pero se ha perdido en los mamíferos. Está articulado al yugal, así como otros huesos, aunque esto puede variar según la especie.
Es un pequeño hueso entre la mejilla y la muesca ótica. Los escamosos (lagartos y serpientes) carecen de un hueso cuadratoyugal lo cual les permite una mayor apertura de la boca.